# Childwickbury Manor

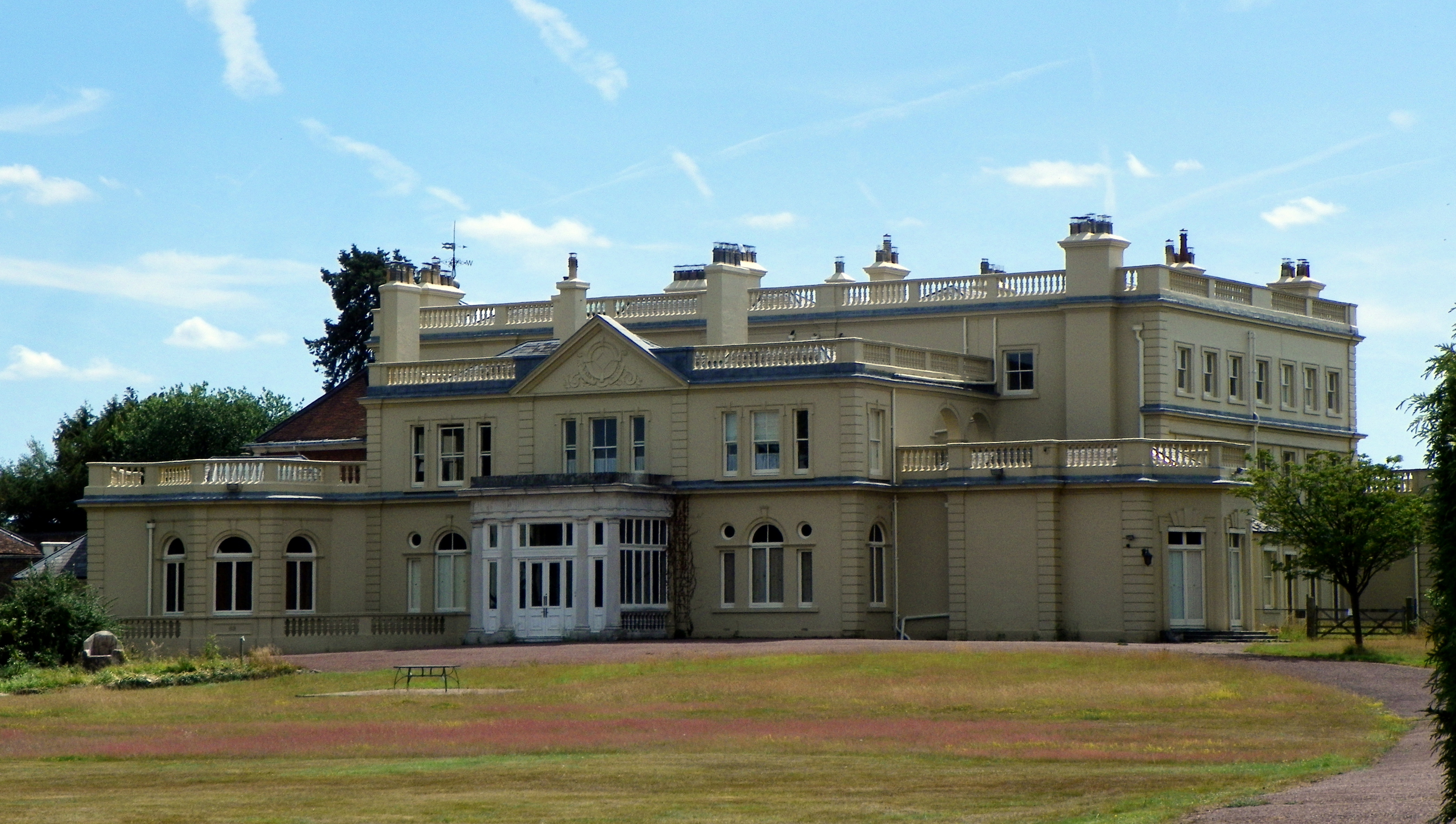
Childwickbury Manor

Childwickbury Manor ist ein Landhaus im englischen Hertfordshire, zwischen St. Albans und Harpenden gelegen. Früherer Besitzer war Henry Hayman Toulmin, ein reicher Schiffsbesitzer  und Sheriff von Hertfordshire sowie Bürgermeister von St. Albans. Er kaufte das Anwesen von Joshua Lomax im Jahre 1854 und verkaufte es ungefähr 20 Jahre später an Sir John Blundell Maple.
Rennpferdebesitzer Jack Joel kaufte das Landhaus zusammen mit einer Pferdezucht um 1929. Es blieb bis 1978 im Besitz der Familie Joel, als es getrennt von der Pferdezucht wieder verkauft wurde. Die Pferdezucht ging an Marquesa de Moratella.
Der Regisseur Stanley Kubrick kaufte das Landhaus im Jahr 1978. Er benutzte das Anwesen als sein Privathaus und Planungsbüro für seine Filmproduktionen. Vorhandene Pferdeställe ließ er zur Lagerung von Kulissen und Kostümen und als Schneideraum umbauen. So wurde er in der Produktionsvorbereitung und in der Postproduktion unabhängiger von den Studios. Die abgeschiedene Lage des Anwesens und Kubricks  Arbeitsweise außerhalb der USA und abseits der großen Studios trugen viel zu seinem Mythos als genialem Einzelgänger bei. 
Stanley Kubrick lebte dort mit seiner Frau bis zu seinem Tod 1999, er ist im Garten des Anwesens begraben. Seine Frau Christiane Kubrick und sein Schwager Jan Harlan verwalten von Childwicksbury Manor aus den Nachlass des Regisseurs.
Das Hauptgebäude steht seit 1978 als Listed Building Grade-II unter Denkmalschutz.